# Cyclopia bolusii
Cyclopia bolusii är en ärtväxtart som beskrevs av Hofmeyr och Edwin Percy Phillips. Cyclopia bolusii ingår i släktet Cyclopia, och familjen ärtväxter. Inga underarter finns listade i Catalogue of Life.

## Bildgalleri